# Grigory Barenblatt
Grigory Isaakovich Barenblatt (em russo:  Григорий Исаaкович Баренблат (Moscou, 10 de julho de 1927 - Moscovo, 21 de junho de 2018) foi um matemático russo.
Graduado em 1950 pela Universidade Estatal de Moscou, Departamento de Mecânica e Matemática, onde doutorou-se em 1953 sob a orientação de Andrei Nikolaevich Kolmogorov.

## Prêmios e condecorações
- 1975: Membro honorário estrangeiro da American Academy of Arts and Sciences
- 1984: Membro estrangeiro do Danish Center of Applied Mathematics & Mechanics
- 1988: Membro estrangeiro da Polish Society of Theoretical & Applied Mechanics
- 1989: Doutor Honoris Causa em tecnologia do Royal Institute of Technology, Estocolmo
- 1992: Estrangeiro associado da National Academy of Engineering dos Estados Unidos
- 1993: Fellow da Cambridge Philosophical Society
- 1993: Membro da Academia Europaea
- 1994: Fellow do Gonville and Caius College, Cambridge
- 1995: Medalha Lagrange Medal da Accademia Nazionale dei Lincei
- 1995: Prêmio e medalha Modesto Panetti
- 1997: Estrangeiro associado da Academia Nacional de Ciências dos Estados Unidos
- 1999: Medalha G. I. Taylor
- 1999: Medalha e prêmio J. C. Maxwell
- 2000: Membro estrangeiro da Royal Society
- 2005: Medalha Timoshenko